# Nesticus akiyoshiensis
Nesticus akiyoshiensis är en spindelart som först beskrevs av Toshio Uyemura 1941.  Nesticus akiyoshiensis ingår i släktet Nesticus och familjen grottspindlar. Utöver nominatformen finns också underarten N. a. ofuku.